# Chen Jia
Chen Jia (陈佳S; 12 settembre 2004) è una tuffatrice cinese.

## Biografia
Nel 2025, ai campionati mondiali di nuoto di Singapore, vince la medaglia d'oro nel sincro 3 metri e quella d'argento nel trampolino 3 metri.

## Palmarès
- Mondiali

Singapore 2025: oro nel sincro 3m, argento nel trampolino 3m.

### Coppa del Mondo
- Vincitrice della Coppa del Mondo del trampolino 3 m nel 2025